# Провінція Сірібесі
Провінція Сірібесі (яп. 後志国 — сірібесі но куні, «країна Сірібесі») — історична провінція Японії на острові Хоккайдо, яка існувала з 1869 по 1882. Відповідає сучасній області Сірібесі і частині області Хіяма префектури Хоккайдо.

## Повіти провінції Сірібесі
- Бікуні 美国郡
- Іванаі 岩内郡
- Ісоя 磯屋郡
- Йоіті 余市郡
- Кудо 久遠郡
- Окусірі 奥尻郡
- Осійоро 忍路郡
- Отару 小樽郡
- Сетана 瀬棚郡
- Сімамаке 島牧郡
- Суццу 寿都郡
- Сякотан 積丹郡
- Такасіма 高島郡
- Утасуцу 歌棄郡
- Фуру 古宇郡
- Фурубіра 古平郡
- Футору 太櫓郡